# Juan Carlos Cordero
Juan Carlos Cordero Sánchez (Cartagena, Región de Murcia, España, 17 de octubre de 1974) es un exfutbolista que jugó de delantero también es Director Deportivo actualmente está sin equipo después que el Real Zaragoza lo destituyera el domingo 16 de marzo de 2025.Es hermano de los también directores deportivos Pedro Cordero y Jorge Cordero.

## Trayectoria

### Como jugador
Como futbolista llegó a ser internacional sub-20 y tras pasar por el Albacete Balompié, jugó a nivel profesional en CD Corralejo, Écija Balompié, Granada CF, CE Sabadell, Benidorm CF, SD Huesca y CF Ciudad de Murcia.

### Como director deportivo
En su última etapa como jugador en el CF Ciudad de Murcia, en la temporada 1999-2000, Juan Carlos compaginó las tareas de jugador con la dirección deportiva del club murciano, presidido por Quique Pina. 
Más tarde, ya siendo únicamente director deportivo del CF Ciudad de Murcia, logró llevar al club murciano desde la Territorial Preferente a ascender a la Segunda División de España, quedando a las puertas del ascenso a la máxima categoría, en las temporadas 2005-2006 y 2006-2007, con una más que destacada cuarta posición final en cada una de las referidas temporadas.
En verano de 2007, tras la venta del CF Ciudad de Murcia al empresario Carlos Marsá y su posterior traslado y cambio de nombre a Granada 74 Club de Fútbol, acabaría su etapa como director deportivo del club murciano después de 9 temporadas.
En la temporada 2007-2008, llegaría al Granada 74 Club de Fútbol como director deportivo, para asesorar al club granadino junto con Quique Pina, pero no podría evitar el descenso de categoría al término de la temporada. 
Tras fijar su residencia en Granada, en 2009 fue contratado por Giampaolo Pozzo para ser director deportivo del Granada CF, al que llegó junto a Quique Pina, al que consiguió llevar desde la Segunda División B de España a LaLiga Santander.
Tras su etapa de Granada de 7 temporadas, en agosto de 2016 se convertía en director deportivo del Cádiz CF, tras la llegada de Quique Pina a la presidencia del club cadista, con el que lograría el ascenso a LaLiga SmartBank y estaría hasta diciembre de 2019.
El 14 de febrero de 2020, se convierte en director deportivo del CD Tenerife de la Segunda División de España, firmando un contrato por 3 temporadas y media.
El 2 de enero de 2023 se desvicula del CD Tenerife y el 5 de enero de 2023 firma como director deportivo del Real Zaragoza hasta el año 2025. Sin embargo, el 16 de marzo de 2025, es despedido del Real Zaragoza junto con el entrenador Miguel Ángel Ramírez tras una mala serie de resultados con una victoria en diez jornadas. 

## Clubes

### Como jugador
| Club                    | País   | Año       |
| ----------------------- | ------ | --------- |
| CD Corralejo            | España | 1994-1995 |
| Écija Balompié          | España | 1995-1996 |
| Granada CF              | España | 1995-1996 |
| SD Huesca               | España | 1996-1997 |
| CE Sabadell             | España | 1996-1997 |
| Benidorm Club de Fútbol | España | 1996-1997 |
| C. F. Ciudad de Murcia  | España | 1999-2000 |

### Como director deportivo
| Club                      | País   | Año       |
| ------------------------- | ------ | --------- |
| C. F. Ciudad de Murcia    | España | 1999-2007 |
| Granada 74 Club de Fútbol | España | 2007-2008 |
| Granada CF                | España | 2009-2016 |
| Cádiz CF                  | España | 2016-2019 |
| CD Tenerife               | España | 2020-2023 |
| Real Zaragoza             | España | 2023-2025 |